# The Open Championship 1975
Het Brits Open van 1975 was de 104e editie van het toernooi. Het werd gespeeld van 9-13 juli op de Carnoustie Golf Club in Schotland.
Op zaterdag 12 juli werd de vierde ronde gespeeld. Tom Watson en Jack Newton eindigden op dezelfde score dus er moest een play-off gespeeld worden. Deze bestond toen nog uit 18 holes en werd dus op zondag 13 juli gespeeld.
Die zondag was het regenachtig weer. Na 17 holes stonden de twee spelers weer gelijk. Watson lag met twee slagen op de green en Newton in de bunker naast de green. Newton sloeg hem uit de bunker maar miste zijn putt voor par, dus Watson won.
Tot 1964 bestond de play-off uit 36 holes die op één dag gespeeld werden. Dit was de tweede keer dat een 18-holes play-off werd gespeeld. De eerste werd in 1970 door Jack Nicklaus gewonnen. In 1985 werd de play-off veranderd in vier holes, hetgeen pas in 1898 als zodanig gebruikt werd.

## Top-10
| Nr  | Speler           | Score           | Score | Prijzengeld (£) |
| --- | ---------------- | --------------- | ----- | --------------- |
| T1  | Tom Watson       | 71-67-69-72=279 | −9    | Playoff         |
| T1  | Jack Newton      | 69-71-65-74=279 | −9    | Playoff         |
| T3  | Jack Nicklaus    | 69-71-68-72=280 | −8    | 3.867           |
| T3  | Johnny Miller    | 71-69-66-74=280 | −8    | 3.867           |
| T3  | Bobby Cole       | 72-66-66-76=280 | −8    | 3.867           |
| 6   | Graham Marsh     | 72-67-71-71=281 | −7    | 3.000           |
| T7  | Peter Oosterhuis | 68-70-71-73=282 | −6    | 2.700           |
| T7  | Neil Coles       | 72-69-67-74=282 | −6    | 2.700           |
| 9   | Hale Irwin       | 69-70-69-75=283 | −5    | 2.400           |
| T10 | George Burns     | 71-73-69-71=284 | −4    | 2.125           |
| T10 | John Mahaffey    | 71-68-69-76=284 | −4    | 2.125           |

## Play-off
| Nr | Speler      | Score    | Score | Prijzengeld (£) |
| -- | ----------- | -------- | ----- | --------------- |
| 1  | Tom Watson  | 36-35=71 | −1    | 7.500           |
| 2  | Jack Newton | 36-36=72 | E     | 6.000           |

Vanaf 1970:
1970 ·
1971 ·
1972 ·
1973 ·
1974 ·
1975 ·
1976 ·
1977 ·
1978 ·
1979 ·
1980 ·
1981 ·
1982 ·
1983 ·
1984 ·
1985 ·
1986 ·
1987 ·
1988 ·
1989 ·
1990 ·
1991 ·
1992 ·
1993 ·
1994 ·
1995 ·
1996 ·
1997 ·
1998 ·
1999 ·
2000 ·
2001 ·
2002 ·
2003 ·
2004 ·
2005 ·
2006 ·
2007 ·
2008 ·
2009 ·
2010 ·
2011 ·
2012 ·
2013 ·
2014 ·
2015 ·
2016 ·
2017 ·
2018 ·
2019 ·
2020